# Kodeks (zbiór praw)
Kodeks (z łac. codex: księga, spis) – akt normatywny zawierający logicznie usystematyzowany zbiór przepisów regulujących określoną dziedzinę stosunków społecznych. Obecnie w Polsce kodeksy są wydawane w formie ustaw; w II RP kilka kodeksów wydano w formie rozporządzenia z mocą ustawy. Kodeks może mieć moc prawną równą ustawie zwykłej (tak jest obecnie w polskim prawie), ale w niektórych systemach prawnych jego pozycja może być wyższa, wskutek czego przepisy innych ustaw sprzeczne z kodeksem podlegają uchyleniu. Normy kodeksowe, nawet jeśli są równe innym ustawom, mają jednak szczególne znaczenie ze względu na kompleksowość normowanych spraw i proces interpretacji przepisów.

## Kodeksy obowiązujące wpolskim prawie
- prawo materialne:
  - Kodeks cywilny – ustawa z dnia 23 kwietnia 1964 r. (Dz.U. z 2025 r. poz. 1071) – normuje zagadnienia ogólne prawa cywilnego, własność i inne prawa rzeczowe, zobowiązania oraz spadki.
  - Kodeks karny – ustawa z dnia 6 czerwca 1997 r. (Dz.U. z 2025 r. poz. 383) – reguluje zasady obowiązywania ustawy karnej oraz zasady odpowiedzialności (wina, sprawstwo, podżeganie, pomocnictwo, przygotowanie, usiłowanie, katalog kar i środków karnych, kompensacyjnych oraz zabezpieczających, jak również przepisy dotyczące ich stosowania); zawiera również katalog przestępstw i ustawowe zagrożenia karą.
  - Kodeks morski – ustawa z dnia 18 września 2001 r. (Dz.U. z 2022 r. poz. 1510) – reguluje stosunki prawne związane z żeglugą morską; zawiera przepisy z zakresu prawa cywilnego morskiego, normy kolizyjne oraz podstawowe przepisy administracji morskiej.
  - Kodeks pracy – ustawa z dnia 26 czerwca 1974 r. (Dz.U. z 2025 r. poz. 277) – reguluje prawa i obowiązki objęte stosunkiem pracy w odniesieniu do wszystkich pracowników, bez względu na podstawę prawną ich zatrudnienia (w niektórych przypadkach tylko w zakresie nieuregulowanym przez ustawodawstwo szczególne).
  - Kodeks rodzinny i opiekuńczy – ustawa z dnia 25 lutego 1964 r. (Dz.U. z 2023 r. poz. 2809) – reguluje zagadnienia małżeństwa, pokrewieństwa, powinowactwa, opieki i kurateli.
  - Kodeks spółek handlowych – ustawa z dnia 15 września 2000 r. (Dz.U. z 2024 r. poz. 18) – zawiera regulacje dotyczące spółek handlowych.
  - Kodeks wyborczy – ustawa z dnia 5 stycznia 2011 r. (Dz.U. z 2025 r. poz. 365) – reguluje kwestię przeprowadzania wyborów i warunków ich ważności.
  - Kodeks wykroczeń – ustawa z dnia 20 maja 1971 r. (Dz.U. z 2025 r. poz. 734) – reguluje podstawowe zasady odpowiedzialności oraz zasady wymiaru kar i środków karnych za czyny zabronione, niebędące jednak przestępstwami; zawiera katalog większości typowych wykroczeń oraz odpowiednich do nich sankcji.
  - Unijny kodeks celny – rozporządzenie Parlamentu Europejskiego i Rady (UE) nr 952/2013 z dnia 9 października 2013 r. (CELEX: 32013R0952).
  - Wspólnotowy kodeks wizowy – rozporządzenie Parlamentu Europejskiego i Rady (WE) nr 810/2009 z dnia 13 lipca 2009 r. (CELEX: 32009R0810).
  - Kodeksy IMO, wydane na podstawie  Konwencji SOLAS, 1974 r. oraz Konwencji STCW, 1978 r. (liczne)
- prawo proceduralne:
  - Kodeks karny wykonawczy – ustawa z dnia 6 czerwca 1997 r. (Dz.U. z 2025 r. poz. 911) – reguluje zasady i tryb wykonywania kar, środków karnych, środków kompensacyjnych, przepadku, aresztu tymczasowego, środków zabezpieczających.
  - Kodeks postępowania administracyjnego – ustawa z dnia 14 czerwca 1960 r. (Dz.U. z 2024 r. poz. 572) – reguluje postępowanie przed organami administracyjnymi w związku z wydawaniem decyzji administracyjnych oraz zaświadczeń, jak również rozstrzyganie sporów o właściwość.
  - Kodeks postępowania cywilnego – ustawa z dnia 17 listopada 1964 r. (Dz.U. z 2024 r. poz. 1568) – reguluje właściwości sądów oraz tryb postępowania przed nimi w sprawach cywilnych.
  - Kodeks postępowania karnego – ustawa z dnia 6 czerwca 1997 r. (Dz.U. z 2025 r. poz. 46) – reguluje właściwości sądów oraz tryb postępowania przed nimi w sprawach karnych.
  - Kodeks postępowania w sprawach o wykroczenia – ustawa z dnia 24 sierpnia 2001 r. (Dz.U. z 2025 r. poz. 860) – reguluje tryb postępowania przed sądami w sprawach o wykroczenia.
- prawo materialne i proceduralne:
  - Kodeks karny skarbowy – ustawa z dnia 10 września 1999 r. (Dz.U. z 2025 r. poz. 633) – obejmuje prawo karne-skarbowe (sprawy o wykroczenia i przestępstwa skarbowe); jest to pierwsza tego typu kodyfikacja w historii polskiego ustawodawstwa.
- zielone księgi:
  - Optymalna wizja Kodeksu cywilnego w Rzeczypospolitej Polskiej[1] – Komisja Kodyfikacyjna Prawa Cywilnego działająca przy Ministrze Sprawiedliwości, Ministerstwo Sprawiedliwości Warszawa 2006.

„Kodeks” jest tylko tytułem konkretnego aktu normatywnego. Niektóre ustawy regulujące całościowo daną dziedzinę nie mają szczególnych nazw (np. ustawa o prawie autorskim i prawach pokrewnych). Niektóre stosują inne nazwy: „prawo” (np. Prawo własności przemysłowej) lub „ordynacja”.

## Kodeksy obowiązujące w prawie rosyjskim
- Kodeks postępowania arbitrażowego – Арбитражный процессуальный кодекс (reguluje postępowanie arbitrażowe przy państwowych sądach zajmujących się arbitrażem w działalności gospodarczej, przyjęty w 2002 r.),
- Kodeks budżetowy – Бюджетный кодекс (reguluje zasady tworzenia i realizacji budżetów podmiotów i samej Federacji Rosyjskiej, 1998 r.),
- Kodeks wodny – Водный кодекс (reguluje korzystanie z zasobów wody, 2006 r.),
- Kodeks lotniczy – Воздушный кодекс (1997 r.),
- Kodeks urbanistyczny – Градостроительный кодекс (reguluje prawo budowlane, 2004),
- Kodeks cywilny – Гражданский кодекс (przyjęty w częściach w 1994 r., drugiej – w 1996 r., trzeciej – w 2001 r., czwartej – w 2006 r.),
- Kodeks postępowania cywilnego – Гражданский процессуальный кодекс (przyjęty w 2002 r.),
- Kodeks mieszkalnictwa – Жилищный кодекс (reguluje stosunki związane z pomieszczeniami mieszkalnymi, ich użytkowaniem, 2004 r.),
- Kodeks ziemski – Земельный кодекс (reguluje stosunki w handlu i wykorzystania zasobów ziemi, 2001 r.),
- Kodeks śródlądowego transportu wodnego – (2001 r.),
- Kodeks administracyjny – Кодекс об административных правонарушениях (reguluje odpowiedzialność administracyjną (wykaz przestępstw może być uzupełniony na szczeblu regionalnym) w przypadku jednostek administracji publicznej oraz sprawy sądownictwa administracyjnego, 2001 r.),
- Kodeks marynarki handlowej – Кодекс торгового мореплавания (2001 r.),
- Kodeks leśny – Лесной кодекс (przyjęty w 2006 r.),
- Kodeks podatkowy – Налоговый кодекс (przyjęty w 1998 i 2000 r.),
- Kodeks rodzinny – Семейный кодекс (1995 r.),
- Kodeks celny – Таможенный кодекс (2003 r.),
- Kodeks pracy – Трудовой кодекс (2001 r.),
- Kodeks karny wykonawczy – Уголовно-исполнительный кодекс (reguluje tylko wykonywanie sankcji, 1997 r.),
- Kodeks postępowania karnego – Уголовно-процессуальный кодекс (reguluje procedurę odpowiedzialności karnej, 2001 r.),
- Kodeks karny – Уголовный кодекс (regulują przepisy ogólne odpowiedzialności karnej, określa kary i zawiera wykaz czynów uważanych za przestępstwo, 1996 r.).

## Kodeksy obowiązujące w prawie niemieckim
- Kodeks karny – Strafgesetzbuch (1 stycznia 1872 r.)
- Kodeks prawa socjalnego – Sozialgesetzbuch(inne języki) (reguluje wszystkie zagadnienia ustawodawstwa socjalnego takie jak ubezpieczenia społeczne, prawo do zasiłków czy dodatków oraz postępowanie przed sądami ubezpieczeń społecznych, 1 stycznia 1976 r.),
- Kodeks cywilny – Bürgerliches Gesetzbuch (1 stycznia 1900 r.),
- Kodeks handlowy – Handelsgesetzbuch (1 stycznia 1900 r.),
- Kodeks prawa budowlanego – Baugesetzbuch (1 lipca 1987 r.)
- Międzynarodowy kodeks karny – Völkerstrafgesetzbuch (reguluje prawo karne z zakresu zbrodni wojennych, ludobójstwa i zbrodni przeciwko ludzkości, 30 czerwca 2002 r.),
- Kodeks ochrony środowiska – Umweltgesetzbuch (projektowany z inicjatywy Ministerstwa Środowiska).

## Kodeksy obowiązujące w prawie austriackim
- Kodeks cywilny – Allgemeines bürgerliches Gesetzbuch (1 stycznia 1812 r.),
- Kodeks karny – Strafgesetzbuch (1 stycznia 1975 r.),
- Kodeks handlowy – Unternehmensgesetzbuch (1 stycznia 2007 r.).

## Kodeksy obowiązujące w prawie szwajcarskim
- Kodeks cywilny – Zivilgesetzbuch (1 stycznia 1912 r.),
- Kodeks karny – Strafgesetzbuch (1 stycznia 1942 r.).

## Inne kodeksy
Powszechnie uważa się, że pierwszym zbiorem praw, znanym jako kodeks, był kodeks Hammurabiego. Jednak znane są przynajmniej trzy wcześniejsze kodeksy:
- kodeks sumeryjskiego króla Ur-Nammu (ok. 2060 r. p.n.e.),
- kodeks Lipit-Isztar, władcy miasta Isin (początek II tysiąclecia p.n.e.),
- akadyjski Kodeks z Esznunny (jw.)[2].

Do innych ważnych bądź znanych kodeksów należały: Kodeks Justyniana, Kodeks Napoleona, Kodeks cywilny Królestwa Polskiego z 1825 r., austriacki Allgemeines bürgerliches Gesetzbuch (tzw. ABGB), niemiecki Bürgerliches Gesetzbuch (tzw. BGB) i szwajcarski Zivilgesetzbuch; kodeks Bushidō.
Kościół katolicki posługuje się własnym Kodeksem prawa kanonicznego.